# Cagliari Calcio
Cagliari Calcio, thường được gọi là Cagliari (tiếng Ý: [ˈkaʎʎari] ⓘ; tiếng Sardegna: Casteddu) là một câu lạc bộ bóng đá Ý ở thành phố Cagliari, đảo Sardinia. Câu lạc bộ được thành lập vào năm 1920 và hiện đang chơi bóng ở hạng đấu cao nhất nước Ý là Serie A.

## Lịch sử
Trong lịch sử Cagliari từng một lần giành scudetto vào năm 1970, khi đó đội bóng có sự phục vụ của Luigi Riva, chân sút số một trong lịch sử đội tuyển Italia. Trang phục truyền thống của câu lạc bộ gồm hai màu đỏ và xanh dương, sân nhà là sân Stadio Sant'Elia có sức chứa 23,486 chỗ ngồi.

## Cầu thủ

### Đội hình hiện tại
Tính đến ngày 2/9/2024.
Ghi chú: Quốc kỳ chỉ đội tuyển quốc gia được xác định rõ trong điều lệ tư cách FIFA. Các cầu thủ có thể giữ hơn một quốc tịch ngoài FIFA.
| Số | VT | Quốc gia     | Cầu thủ                         |
| -- | -- | ------------ | ------------------------------- |
| 1  | TM | Ý            | Giuseppe Ciocci                 |
| 3  | HV | Ý            | Tommaso Augello                 |
| 6  | HV | Ý            | Sebastiano Luperto              |
| 8  | TV | Pháp         | Michel Adopo (mượn từ Atalanta) |
| 9  | TĐ | Perú         | Gianluca Lapadula               |
| 10 | TV | Ý            | Nicolas Viola                   |
| 14 | TV | Ý            | Alessandro Deiola (đội phó)     |
| 16 | TV | Ý            | Matteo Prati                    |
| 18 | TV | România      | Răzvan Marin                    |
| 19 | HV | Ý            | Nadir Zortea                    |
| 21 | TV | Cộng hòa Séc | Jakub Jankto                    |
| 22 | TM | Ý            | Simone Scuffet                  |
| 23 | HV | Ba Lan       | Mateusz Wieteska                |

| Số | VT | Quốc gia       | Cầu thủ                            |
| -- | -- | -------------- | ---------------------------------- |
| 24 | HV | Argentina      | José Luis Palomino                 |
| 26 | HV | Colombia       | Yerry Mina                         |
| 28 | HV | Ý              | Gabriele Zappa                     |
| 29 | TV | Cộng hòa Congo | Antoine Makoumbou                  |
| 30 | TĐ | Ý              | Leonardo Pavoletti (đội trưởng)    |
| 33 | HV | Slovakia       | Adam Obert                         |
| 37 | HV | Brasil         | Paulo Azzi                         |
| 70 | TĐ | Ý              | Gianluca Gaetano (mượn từ Napoli)  |
| 71 | TM | Albania        | Alen Sherri                        |
| 77 | TĐ | Angola         | Zito Luvumbo                       |
| 80 | TĐ | Zambia         | Kingstone Mutandwa                 |
| 91 | TĐ | Ý              | Roberto Piccoli (mượn từ Atalanta) |
| 97 | TV | Ý              | Mattia Felici                      |

### Cho mượn
Tính đến ngày 2/9/2024
Ghi chú: Quốc kỳ chỉ đội tuyển quốc gia được xác định rõ trong điều lệ tư cách FIFA. Các cầu thủ có thể giữ hơn một quốc tịch ngoài FIFA.
| Số | VT | Quốc gia    | Cầu thủ                                             |
| -- | -- | ----------- | --------------------------------------------------- |
| —  | TM | Serbia      | Boris Radunović (tại Bari đến 1/1/2025)             |
| —  | HV | Bờ Biển Ngà | Etienne Catena (tại Virtus Verona đến 30/6/2025)    |
| —  | HV | Ý           | Alessandro Di Pardo (tại Modena đến 30/6/2025)      |
| —  | HV | Hy Lạp      | Pantelis Hatzidiakos (tại Copenhagen đến 30/6/2025) |
| —  | HV | Ý           | Riyad Idrissi (tại Modena đến 30/6/2025)            |
| —  | HV | Ý           | Luigi Palomba (tại Vis Pesaro đến 30/6/2025)        |

| Số | VT | Quốc gia | Cầu thủ                                        |
| -- | -- | -------- | ---------------------------------------------- |
| —  | HV | Ý        | Davide Veroli (tại Sampdoria đến 30/6/2025)    |
| —  | TV | Ý        | Michele Carboni (tại Ternana đến 30/6/2025)    |
| —  | TV | Ý        | Nicolò Cavuoti (tại Feralpisalò đến 30/6/2025) |
| —  | TV | Croatia  | Marko Rog (tại Dinamo Zagreb đến 1/1/2025)     |
| —  | TĐ | Slovenia | Nik Prelec (tại Austria Wien đến 30/6/2025)    |

### Số áo vinh danh
11 –  Luigi Riva, tiền đạo (1963–78)  

13 –  Davide Astori, hậu vệ (2008–14) – Vinh danh sau khi mất

## Danh hiệu

### Trong nước
Serie A:
- Vô địch (1): 1969-70

- Về nhì (1): 1968-69

Serie B:
- Vô địch (1): 2003–04
- Về nhì (2): 1963–64; 1978–79

Serie C / Serie C1:
- Vô địch (3): 1930–31; 1951–52; 1988–89

Coppa Italia Serie C:
- Vô địch (1): 1989

Campionato Sardo di I Divisione:
- Vô địch (1): 1936–37

### Châu Âu
UEFA Cup:
- Bán kết (1): 1993-94